# Канефрон H
Канефрон H — лекарственное средство с недоказанной эффективностью.
Препарата нет в рекомендациях Всемирной организации здравоохранения для лечения каких-либо заболеваний.
Он не одобрен FDA или Европейским агентством лекарственных средств.

## Позиционирование
Производителем позиционируется как комбинированный препарат растительного происхождения. , что он оказывает противовоспалительное, спазмолитическое, антисептическое и диуретическое фармакологическое действие, может использоваться в комплексном лечении хронических инфекций мочевыводящих путей (цистит и пиелонефрит), неинфекционных хронических заболеваний почек (гломерулонефрит, интерстициальный нефрит), препятствует образованию мочевых камней (в том числе после их удаления).

## Состав
Водно-спиртовой экстракт (в 100 г):
- травы золототысячника (Centaurium erythraea, syn. Centaurium umbellatum), 600 мг
- корня любистока лекарственного (Levisticum officinale), 600 мг
- листьев розмарина обыкновенного (Rosmarinus officinalis), 600 мг

Таблетки, покрытые оболочкой (в одной штуке):
- травы золототысячника (Centaurium erythraea, syn. Centaurium umbellatum), 18 мг
- корня любистока лекарственного (Levisticum officinale), 18 мг
- листьев розмарина обыкновенного (Rosmarinus officinalis), 18 мг

## Показания
По заявлению производителя может применяться в комплексной терапии при лечении хронических инфекций мочевого пузыря (циститы) и почек (пиелонефриты) в том числе при беременности; при неинфекционных хронических воспалениях почек (гломерулонефрит, интерстициальный нефрит), в качестве средства, препятствующего образованию мочевых камней (также после удаления мочевых камней).

## Побочные действия
По заявлению производителя в редких случаях возможны аллергические реакции.

## Дозировка
Взрослым 50 капель или 2 таблетки 3 раза в день. Детям школьного возраста: 25 капель или 1 таблетка 3 раза в день. Детям дошкольного возраста: 15 капель 3 раза в день. Грудным детям: 10 капель 3 раза в день.

## Указания для детей и беременных
По заявлению производителя применение препарата во время беременности и в период грудного вскармливания возможно только по назначению врача, в строгом соответствии с рекомендациями по применению и после оценки лечащим врачом соотношения риска и пользы.
Детям с 1 года жизни.

## Особые показания
По заявлению производителя, при заболеваниях печени применение раствора для приёма внутрь возможно после консультации с врачом. При применении препарата рекомендуется потребление большого количества жидкости. Препарат не снижает способности управлять транспортом и работать с механизмами. В процессе хранения возможно легкое помутнение и выпадение осадка, что не влияет на качество препарата. Комбинация с антибиотиками возможна и целесообразна.

## Исследования
Международное двойное слепое рандомизированное плацебо-контролируемое исследование, проведённое в 2018 году, показало, что «Канефрон Н» имеет не меньшую результативность в лечении острой неосложнённой инфекции мочевыводящих путей, чем антибактериальный препарат, при этом не вызывая антибиотикорезистентность. Однако по другим показаниям рандомизированные двойные слепые исследования не проводились